# Rue Joseph-Kessel
La rue Joseph-Kessel est une voie située dans le quartier de Bercy du 12e arrondissement de Paris, en France.

## Situation et accès

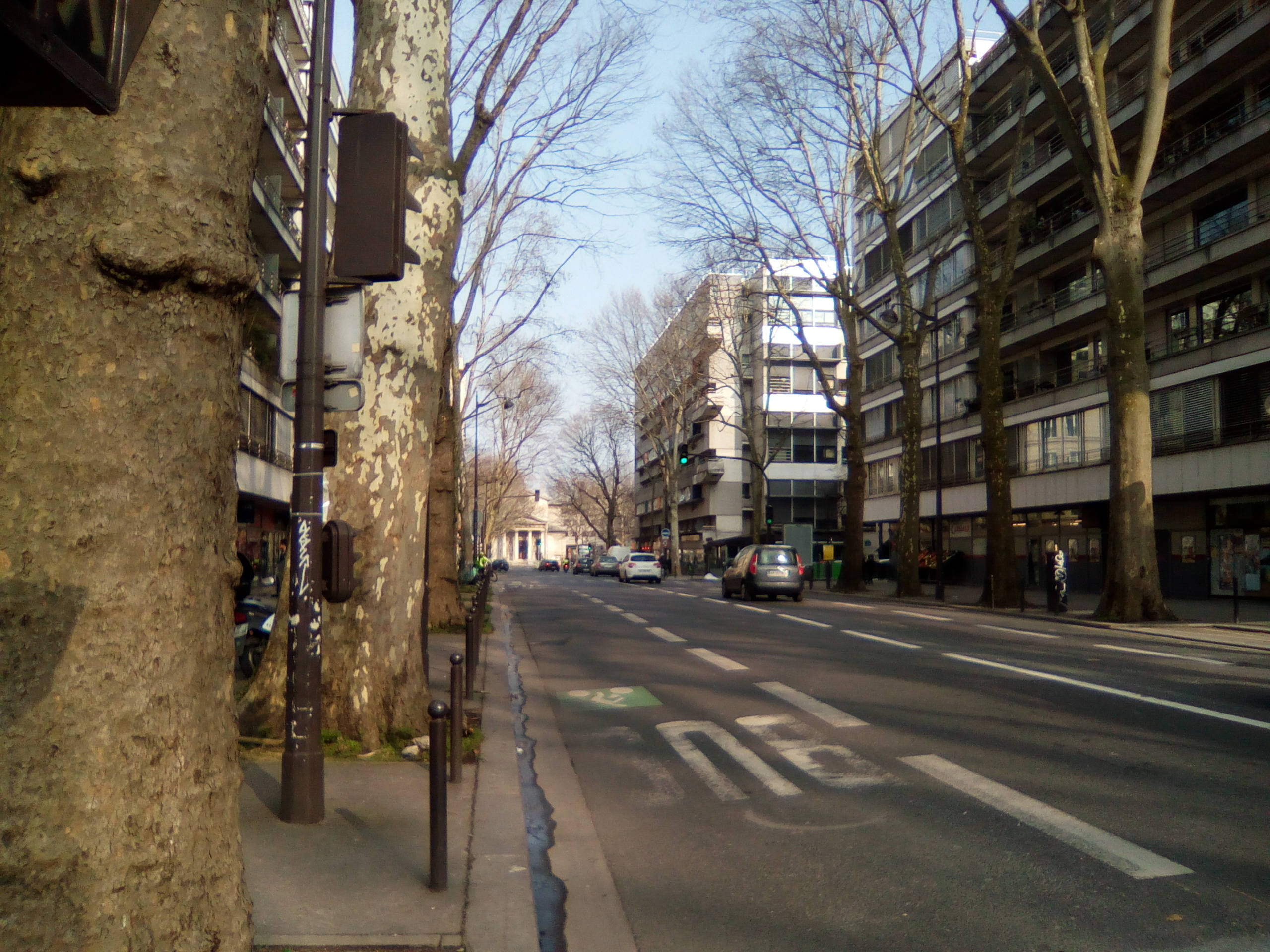
Vue de la rue, en direction de la rue de Dijon qui se situe dans son prolongement.

## Origine du nom
Elle tient son nom de l'écrivain et journaliste français Joseph Kessel (1898-1979).

## Historique
La rue Joseph-Kessel a été créée dans le cadre de l'aménagement de la ZAC de Bercy, à l'emplacement de la rue de Dijon qui a été, à cette occasion, raccourcie, sous le nom provisoire de « voie BW/12 » ; elle prend sa dénomination actuelle par arrêté municipal du 30 novembre 1992.

## Bâtiments remarquables et lieux de mémoire
- La rue permet d'accéder aux jardins du parc de Bercy.